# مایو هاتسوموتو
مایو هاتسوموتو (انگلیسی: Mayu Matsumoto؛ زادهٔ ۷ اوت ۱۹۹۵) بدمینتون‌باز زن اهل ژاپن است.